# Pisarovina
Pisarovina je vesnice a opčina v Chorvatsku, v Záhřebské župě. Nachází se asi 25 km od Záhřebu a 27 km od Jastrebarska. V roce 2011 žilo v Pisarovině 440 obyvatel, v celé opčině pak 3 689 obyvatel.
Pod opčinu se řadí i vesnice Bratina, Bregana Pisarovinska, Donja Kupčina, Dvoranci, Gorica Jamnička, Gradec Pokupski, Jamnica Pisarovinska, Lijevo Sredičko, Lučelnica, Podgorje Jamničko, Selsko Brdo, Topolovec Pisarovinski a Velika Jamnička.
V obci sídlí fotbalový klub NK Jamnica Pisarovina. V Pisarovině se vyrábí známá chorvatská minerální voda Jamnica.